# Perilampus tuberculatus
Perilampus tuberculatus is een vliesvleugelig insect uit de familie Perilampidae. De wetenschappelijke naam is voor het eerst geldig gepubliceerd in 1995 door Storozheva.